# Карчевич, Марта
Ма́рта Карче́вич (пол. Marta Karczewicz) — польская изобретательница, вице-президент по технологиям в Qualcomm Technologies.
Поспособствовала транслированию мультимедиа в высоком качестве. Она стремилась создать технологию, позволяющую сжимать видеофайлы в тысячу раз без заметного ухудшения качества изображения. Марта Карчевич внесла свой вклад в создание стандарта Advanced Video Coding (AVC), который сегодня широко используется для кодирования изображений.
Её имя фигурирует в более чем 400 патентных заявках, почти 130 из которых получили европейские патенты.

## Деятельность
Попав в число победителей Польской олимпиады по математике, организованной в 1988—1989 учебном году, получила грант от Nokia на исследования в области обработки обработки сигналов и изображений в финском Университете Тампере. Там она заинтересовалась вопросом сжатия данных.
В ходе своей работы Марта разработала компоненты кодека AVC — технологии сжатия видео, основанной на удалении избыточной или повторяющейся информации с использованием сходства в последовательных кадрах фильма. Одним из них является запатентованный ею деблокирующий фильтр, который сглаживает пиксели по резким контурам.
После нескольких лет работы в Nokia и завершения докторантуры Карчевиц переехала в Сан-Диего. В 2006 году она начала работать в Qualcomm, где продолжила свою работу, внося свой вклад, в том числе, в развитие кодека High Efficiency Video Coding (HEVC).
Марта Карчевиц — вице-президент по технологиям в Qualcomm Technologies. Здесь она работала над Versatile Video Coding (VVC) — новым стандартом сжатия видео, который был представлен в июле 2020 года. В Qualcomm Technologies Марта Карчевич возглавляет команду из 30 человек, занимающихся исследованиями и разработками в сфере мультимедиа.
В 2012 году Марта стала одним из трёх лауреатов премии Qualcomm в области интеллектуальной собственности. В 2019 году была номинирована на премию «Европейский изобретатель» за свою работу по сжатию видео в категории «Достижения за всю жизнь».

## Патенты
- Интерполяция, определяемая скоростью и искажением, для кодирования видео на основе фиксированного фильтра или адаптивного фильтра (EP2304961)[8]
- Адаптивное сканирование коэффициентов при кодировании видео (EP2165542)[9]
- Эффективное кодирование значимых коэффициентов в масштабируемых видеокодеках (EP2074828)[10]